# Acronicta bryophiloides
Acronicta bryophiloides är en fjärilsart som beskrevs av Horm. 1891. Acronicta bryophiloides ingår i släktet Acronicta och familjen nattflyn. Inga underarter finns listade i Catalogue of Life.